# Фурманов (Оренбургская область)
Фу́рманов — посёлок в Первомайском районе Оренбургской области. Административный центр Фурмановского сельсовета.

## География
Расположен на левом берегу реки Башкирка в 18 км к северу от посёлка Первомайский, в 90 км к юго-западу от Бузулука и в 240 км к западу от Оренбурга. С юга к посёлку примыкает посёлок Приречный.
По окраине посёлка проходит автодорога Соболево (Р246) — Тюльпан.

## История
В 1966 году указом Президиума Верховного Совета РСФСР посёлок центральной усадьбы совхоза «Мансуровский» переименован в Фурманов.

## Население
| 2010 |
| ---- |
| 534  |